# Histoire de monsieur Crépin
Pour les articles homonymes, voir Crépin.
L'Histoire de monsieur Crépin est un album de « littérature en estampes » de Rodolphe Töpffer. Elle a été autographiée et publiée en 1837.